# فیلم ویدئویی

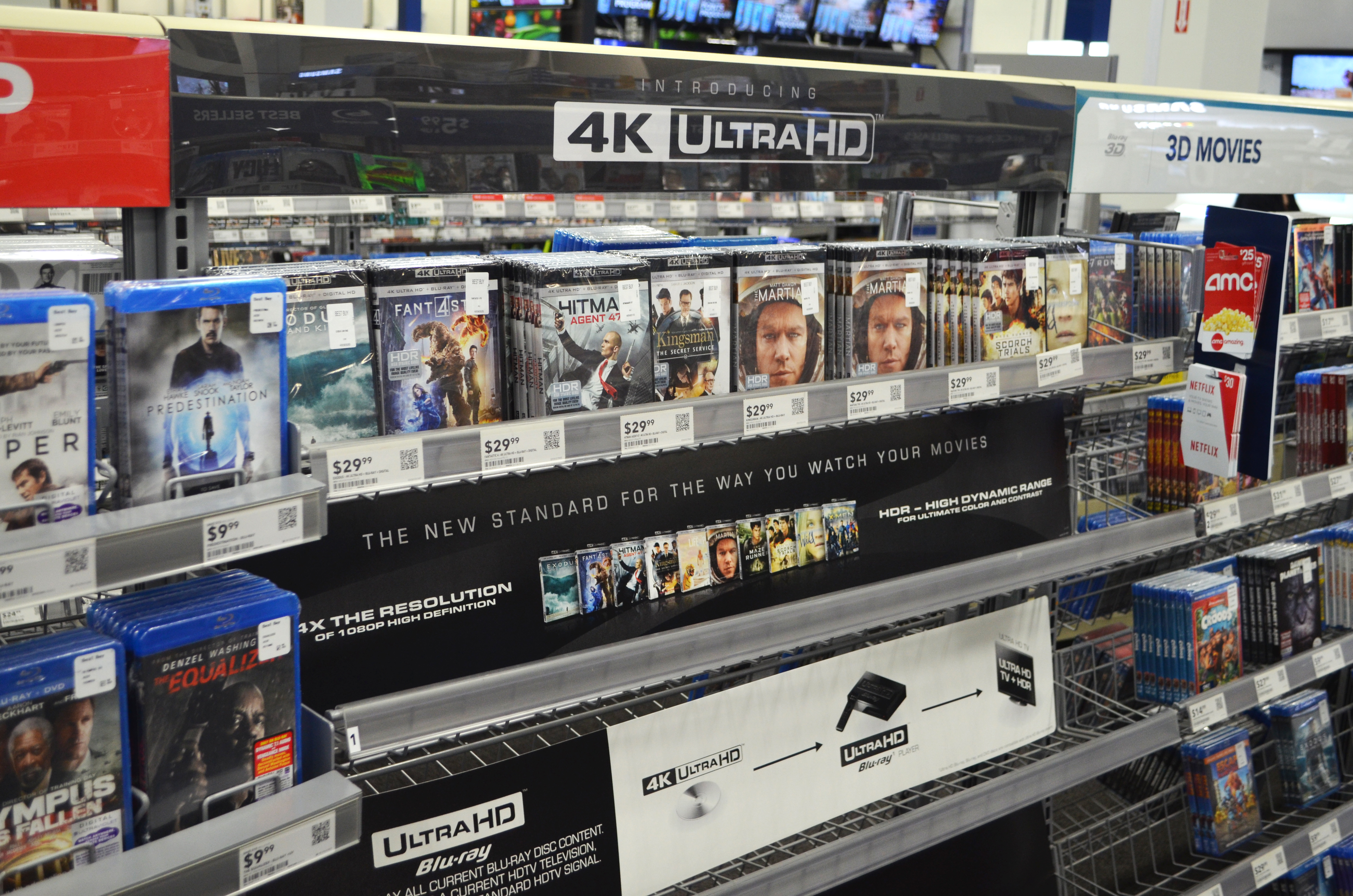
فیلم های دی وی دی

فیلم ویدئویی (به انگلیسی: Direct-to-video) به فیلمی گفته می‌شود که تنها برای رسانه خانگی ساخته شده و بر پرده سینما اکران نمی‌شود. این فیلم‌ها از بودجه پایین‌تری نسبت به آثار سینمایی بهره می‌برند و اکثر بازیگران آن تلویزیونی و ارزان قیمت هستند؛ مانند فیلم‌های هدف دقیق (۱۹۹۷)، میمون بدبو (۲۰۰۴) یا عدالت شهری (۲۰۰۷) که به صورت ویدیویی منتشر شده‌اند. معمولاً فیلم‌های سینمایی و سریال‌های تلویزیونی پس از پخش، وارد شبکه نمایش خانگی می‌شوند.